# Come i pesci, gli elefanti e le tigri
Come i pesci, gli elefanti e le tigri è un singolo discografico del Piccolo Coro dell'Antoniano diretto da Sabrina Simoni e pubblicato nel maggio 2019.

## Descrizione
La canzone è stata scritta da Tommaso Paradiso e prodotta da Takagi & Ketra. Gli arrangiamenti delle parti corali sono di Peppe Vessicchio.
Il video della canzone, girato a Bologna, mostra i bambini del coro cantare attraverso manifesti attaccati ai muri della città, mentre un gruppo di adolescenti passa la notte divertendosi.